# Hans-Arno Jacobsen
Hans-Arno Jacobsen (* 1969 in Deutschland) ist ein deutscher Informatiker.
Jacobsen studierte an der Universität Karlsruhe (TH) (Diplom 1994) und an der Humboldt-Universität Berlin, an der er 1999 promoviert wurde. Davor war er auch als Wissenschaftler in Grenoble (LIFIA), Straßburg und Berkeley (Universität und Lawrence Berkeley National Laboratory). Als Post-Doktorand war er am INRIA in Paris und ab 2001 an der University of Toronto, an der er 2009 eine volle Professur für Informatik und Computeringenieurwesen erhielt. Außerdem war er Gastwissenschaftler bei IBM in Kanada. 2011 erhielt er eine Humboldt-Professur an der TU München. Er ist dort am Lehrstuhl für Wirtschaftsinformatik und vertritt dort den Bereich Anwendungen und Middleware Systeme.
Jacobsen entwickelte Systeme für Prozessmanagement in Unternehmensanwendungen, Dienstleistungssoftware, Ereignisverarbeitung, Middleware mit modernen Hardware-Komponenten wie FPGAs und allgemein Methoden für große skalierbare, zuverlässige und sichere verteilte Anwendungen. Außerdem befasst er sich mit energieeffizienter Hard- und Software.
Er hält mehrere Patente und arbeitete unter anderem für Bell Canada, Computer Associates, IBM, Yahoo! (PNUTS) und Sun Microsystems.

## Schriften (Auswahl)
- mit F. Fabret u. a.: Filtering algorithms and implementation for very fast publish/subscribe systems, ACM SIGMOD Record, Band 30, 2001, S. 115–126
- mit G. Cugola: Using publish/subscribe middleware for mobile systems, ACM SIGMOBILE Mobile Computing and Communications Review 6, 2002, S. 25–33
- als Herausgeber: Middleware 2004, Proc. ACM IFIP USENIX International Middleware Conference, Toronto, Canada, October 18 – 22, Springer, Lecture notes in computer science 3231, 2004
- mit G. Li: Composite subscriptions in content-based publish/subscribe systems, Proceedings of the ACM/IFIP/USENIX 2005 International Conference on Middleware, 2005, S. 249–269
- mit B. F. Cooper u. a.: PNUTS: Yahoo!'s hosted data serving platform, Proceedings of the VLDB Endowment 1, 2008, S. 1277–1288
- mit A. Cheung u. a.: The PADRES publish/subscribe system, in: Principles and Applications of Distributed Event-Based Systems, 2010, S. 164–205
- mit A. Ghazal u. a.: BigBench: Towards an Industry Standard Benchmark for Big Data Analytics, 2013
- mit T. Rabl u. a.: Solving big data challenges for enterprise application performance management, Proceedings of the VLDB Endowment 5, 2012, S. 1724–1735